# جان آلکات
جان آلکات (انگلیسی: John Alcott؛ ۱۹۳۱ – ۲۸ ژوئیهٔ ۱۹۸۶) فیلم‌بردار اهل بریتانیا بود. وی بین سال‌های ۱۹۴۸ تا ۱۹۸۷ میلادی فعالیت می‌کرد.

## جوایز
وی برنده جوایزی همچون جایزه اسکار بهترین فیلمبرداری شده است.

## فیلم‌شناسی
- پرتقال کوکی (۱۹۷۱)
- بری لیندون (۱۹۷۵)
- درخشش (۱۹۸۰)
- زیر آتش (۱۹۸۳)
- گری‌ستوک: افسانه تارزان، ارباب گوریل‌ها (۱۹۸۴)
- معجزه (۱۹۸۶)